# Glen Murray (Nouvelle-Zélande)

Glen Murray est une communauté rurale du district de Waikato et de la région de Waikato de l’Île du Nord de Nouvelle-Zélande.

## Situation
Elle se situe sur le trajet de la route State Highway 22/S H 22 (en), à environ 6 km en amont du cours d’eau nommé « Tikotiko Stream » à partir du lac Whangape (en).

## Population
En 2013, la population du « meshblock  0846601 », qui comprend la ville de Glen Murray, était de 42 résidents lors du Recensement de la population en Nouvelle-Zélande en 2013.

## Installations
Il y a un garage et un bâtiment comme Mémorial de la guerre, qui ouvrit en 1952.

## Toponymie
La ville fut dénommée d’après William Murray (en), qui se déplaça à partir de la gare de Piako (en) en 1885.

## Marae
Le maraé nommé « Te Poho o Tanikena Marae » est un marae de l’hapū local des Waikato Tainui des Ngāti Tāhinga (en), Ngāti Taratikitiki (en) et des Tainui Hapū (en).
Il inclut la maison de rencontre (en) du même nom.

## Histoire
Glen Murray fut initialement colonisé par les Ngāti Tipa (en).
En 1864, la zone était décrite comme inaccessible pour les troupes britanniques durant l’invasion de Waikato (en), du fait des marécages et de l’épaisseur du bush.

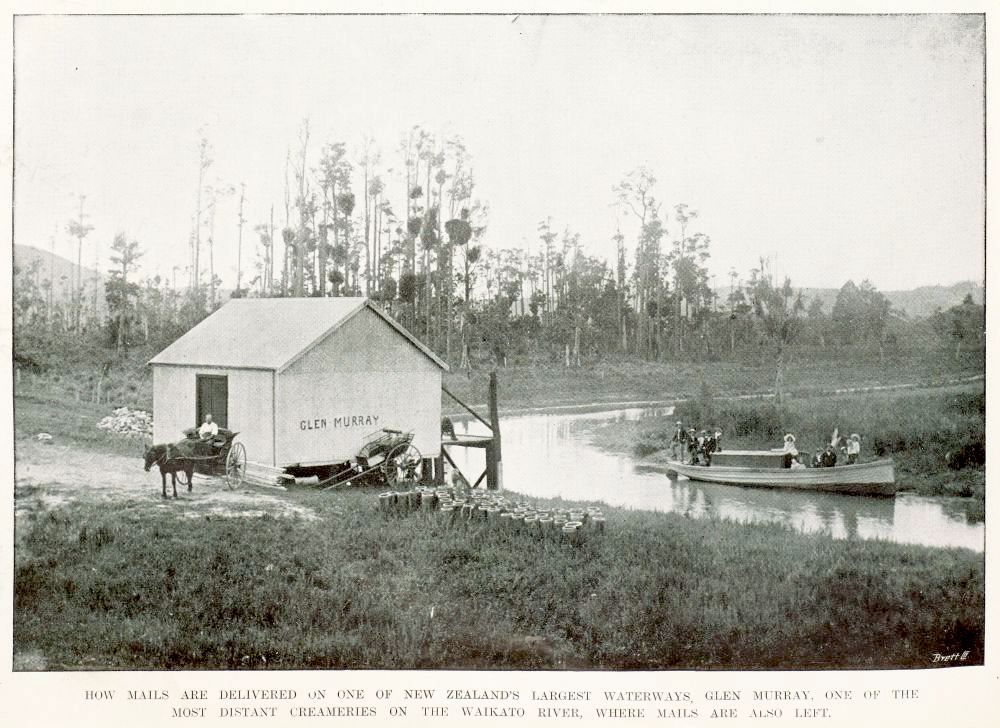
Accostage du « Glen Murray», sur le cours d’eau:Opuatia Stream, vers le nord du village

Toutefois, vers 1866, c’était la zone principale des terres confisquées (en).
Vers 1868, de larges parcelles de terre avaient été mensurées, dans le cadre de la politique d’ouverture des terres pour la colonisation, et avec un projet de payement correspondant, le Gouvernement construisit un sentier équestre partant du fleuve  Waikato, pour donner accès aux deux blocs de 20 000 acres.
L’extrémité la plus au nord des deux routes, commence à «Churchill», un village qui siège sur la berge ouest du fleuve à environ 4 mi à l’ouest de la localité de Rangiriri.
Vers 1881, 10 mi  avaient ainsi été ouverts, allant aussi loin que Glen Murray, à travers les importants marais de la région de Churchill.
Vers 1883, un chemin de traversée à partir du fleuve Waikato, allant jusqu’à la côte ouest, existait déjà.
En 1881, une route fut construite à partir de l’ouest de Churchill en direction de Glen Murray, et en 1882 une route au sud à partir de Glen Murray en direction de Naike fut aussi envisagée.
En 1893, un bureau de poste ouvrit avec à partir de l’année 1905 un poste de téléphone
Le lac Whangape (en) et les cours d’eau voisins, furent utilisées pour le transport et  la « Whangape Launch Company » ayant été fondée en 1906 pour convoyer les marchandises à partir de Rangiriri.
En  1889 , le déversoir a été en partie retiré pour permette un bateau de passer à travers.
En 1894, il avait encore été signalé au Parlement des obstructions en forme de déversoirs à anguilles, qui ont été  retiré du tracé du cours d’eau navigable, s’écoulant à partir du lac Whangape dans le fleuve  Waikato, afin de permettre aux bateaux à vapeur de circuler désormais sur le fleuve Waikato, pour transporter les marchandises nécessaires pour les colons de ce district.".
En  1912, la scierie de Bothwell vendait des troncs de totara, rimu, kahikatea et matai.

### Éducation
En 1893, une école temporaire ouvrit.
Vers avril 1896, la maison de l’école était presque terminée.
Cette école ferma en février 2002.